# Diana Dean
Diana Bridget Alice Dean RCA é uma artista canadense e britânica.

## Biografia

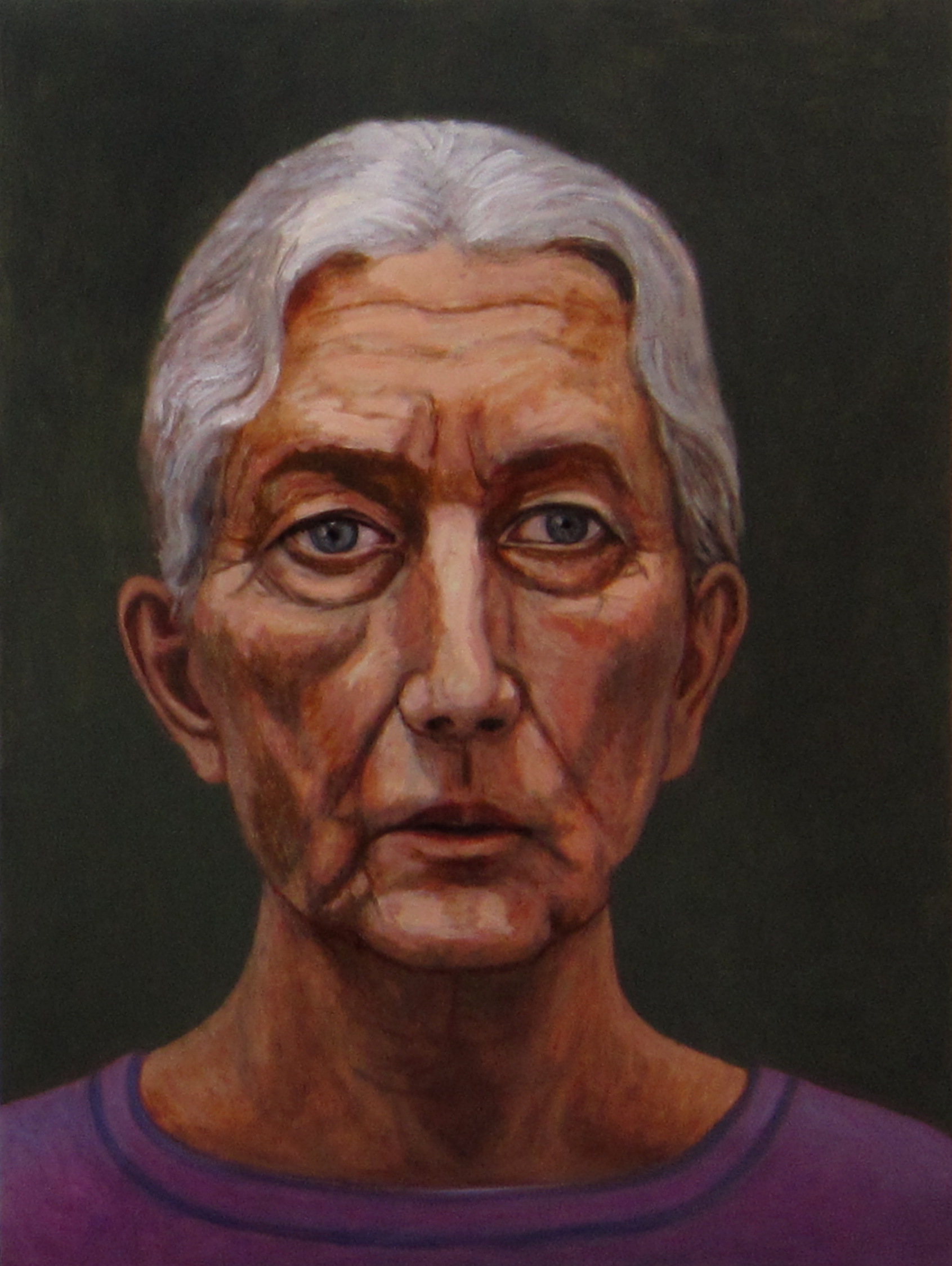
Diana Dean - Autorretrato

Nascida em Bulawayo, Zimbábue, então colônia britânica da Rodésia, os pais de Dean eram de Yorkshire, Inglaterra. Eles se divorciaram em 1952 e Dean deixou a África com sua mãe para retornar à Inglaterra, onde lutaram financeiramente. Foi a imigração de Dean da África de volta à Inglaterra aos dez anos que a levou a se voltar para a arte e as paisagens de sua mente. Dean foi aceita na escola primária e estudou ciências antes de se voltar para a arte. Dedicando-se à escultura, ela pegou carona para St Ives, Cornwall e estudou informalmente com Denis Mitchell antes do treinamento formal com John Hoskin na Bath School of Art and Design entre 1961 e 1964. Foi por meio desses mentores que ela teve a oportunidade de conhecer Barbara Hepworth na década de 1960. Dean emigrou para o Canadá em 1975, quando seu marido, um arquiteto, aceitou um cargo de professor na Universidade Carleton. Em 1979, ela e sua família se mudaram novamente para Vancouver. Após o divórcio, ela levou três de seus quatro filhos para viver em um pedaço de terra não desenvolvido na Ilha Saltspring, alimentando-os em uma fogueira e vivendo em duas tendas enquanto supervisionava a construção de uma casa.